# Родионов, Василий Матвеевич
Василий Матвеевич Родионов (31 декабря 1859 (12 января 1860), Новочеркасск, Российская империя — 7 июня 1934, Крань, Югославия) — казак Донского войска, генерал-майор Российской императорской армии, участник Первой мировой войны. После октябрьской революции участвовал в Белом движении, участник Степного похода, генерал-лейтенант.

## Биография

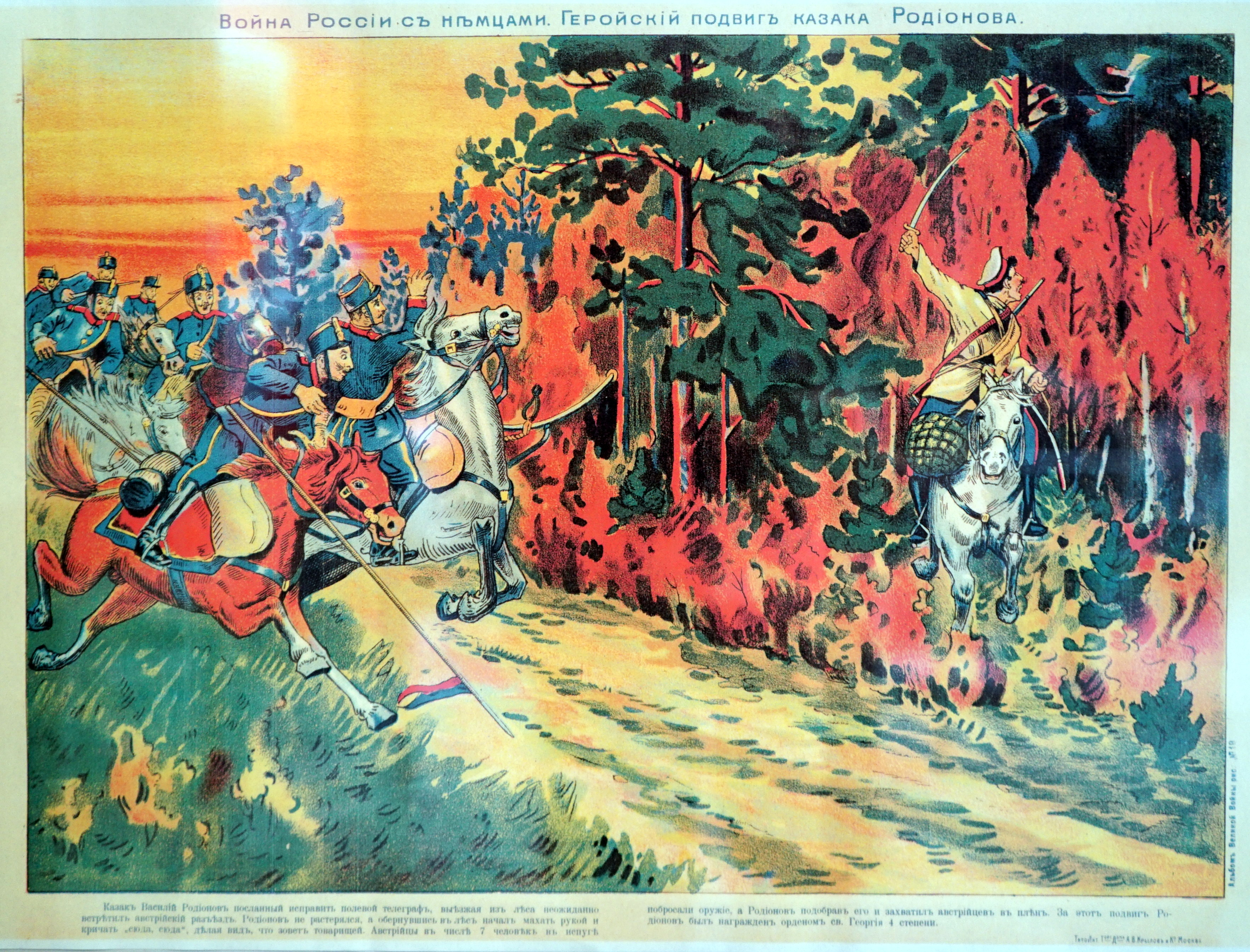
«Геройский подвиг казака Василия Родионова». Российский агитплакат времён войны

Родился 31 декабря 1859 года в семье полковника Матвея Алексеевича Родионова. Из дворян войска Донского, казак станицы Михайловской Хопёрского округа. По вероисповеданию — православный. В 1877 году окончил Новочеркасскую классическую гимназию.
В Российской императорской армии с 3 февраля 1877 года, зачислен в Класс казачьих артиллерийских юнкеров с причислением к Донской казачьей № 12 конно-артиллерийской батарее. 26 июля 1879 года выпущен в комплект Донских казачьих батарей с производством в чин хорунжего, 27 сентября того же зачислен в Донскую казачью № 6 конно-артиллерийскую батарею. 20 ноября 1881 года прикомандирован к лейб-гвардии Атаманскому Его Императорского Высочества Наследника Цесаревича полку, в следующем году зачислен в полк и 26 августа 1882 года переименован в корнеты гвардии со старшинством с 17 июня того же года.
5 апреля 1887 года произведён в поручики гвардии со старшинством с 17 июня 1886 года. 23 февраля 1888 года из Атаманского полка переведён в войско Донское с переименованием в подъесаулы, со старшинством с 7 июня 1886 года. 6 мая 1891 года «за отличие по службе» получил чин есаула. 2 сентября 1892 года назначен командиром Отдельной Донской казачьей № 1 сотни. 12 июня 1893 года назначен командиром Отдельной Донской казачьей № 3 сотни. 28 февраля 1896 года отчислен от должности командира сотни в комплект Донских казачьих полков.
26 февраля 1899 года «за отличие по службе» произведён в войсковые старшины. 12 ноября 1899 года зачислен в 41-й Донской казачий полк, 4 декабря того же года переведён в 1-й Донской казачий полк. 1 октября 1903 года отчислен в комплект Донских казачьих полков. 7 июля 1904 года зачислен в 18-й Донской казачий полк, но уже 4 августа того же года переведён в 27-й Донской казачий полк, а 5 марта 1905 года назначен командующим этим полком. 6 декабря 1905 года «за отличие по службе» произведён в полковники и утверждён в должности командира 27-го Донского казачьего полка. 4 октября 1907 года отчислен от должности командира полка с зачислением в комплект Донских казачьих полков. 23 ноября 1908 года назначен командиром 15-го Донского казачьего генерала Краснова 1-го полка, 14 сентября 1911 года — командиром 5-го Донского казачьего войскового атамана Власова полка.
Участвовал в Первой мировой войне. 17 ноября 1914 года «за отличия в делах против неприятеля» произведён в генерал-майоры со старшинством с 14 сентября того же года и оставлением командующим 5-м Донским казачьим полком. 31 января 1915 года назначен командиром 2-й бригады 5-й кавалерийской дивизии, с зачислением по армейской кавалерии. 13 ноября 1915 года назначен командиром 1-й бригады 4-й Донской казачьей дивизии, с зачислением по Донскому казачьему войску. 28 августа 1917 года назначен командующим 4-й Донской казачьей дивизией.
После октябрьской революции присоединился к Белому движению. Участвовал в Степном походе зимой-весной 1918 года, в мае 1918 года вступил в Донскую армию и назначен начальником Новочеркасского гарнизона. В дальнейшем назначен начальником снабжения Донской армии. Произведён в генерал-лейтенанты. После поражения Белого движения эвакуировался из Новороссийска на корабле «Брауенфелз» на остров Лемнос (Греция), где заведовал английской сапожной мастерской. В дальнейшем переехал в Югославию, где был атаманом казачьей станицы в городе Княжевице (Крагуевац).
Скончался от плеврита 7 июня 1934 года в городе Крани, похоронен там же.

## Семья
Был женат на Марье Васильевне Марковой, дочери генерал-майора. В этом браке родились: 
- Василий (12 ноября 1887 — 23 августа 1958, Нью-Йорк) — офицер лейб-гвардии Атаманского полка, участник Белого движения, кавалер Георгиевского оружия[6];
- Наталья (род. 1 июня 1889);
- Ксения (род. 30 ноября 1891);
- Ариадна (род. 4 февраля 1894);
- Вера (род. 12 мая 1900);
- Владимир (род. 15 июля 1902);
- Сергей (24 июня 1905 — 6 ноября 1986).

## Награды
Удостоен российских наград:
- Орден Святого Станислава 3-й степени (7 мая 1887);
- Орден Святой Анны 3-й степени (6 мая 1894);
- Орден Святого Станислава 2-й степени (6 мая 1903);
- Орден Святой Анны 2-й степени (6 мая 1910);
- Орден Святого Владимира 3-й степени с мечами (28 января 1915);
- Орден Святого Владимира 4-й степени с мечами и бантом (17 февраля 1915);
- Орден Святого Станислава 1-й степени с мечами (19 апреля 1916);
- Орден Святой Анны 1-й степени с мечами (5 января 1917).